# IAAF Continental Cup
IAAF Continental Cup (Cúp điền kinh liên lục địa) (trước đây gọi là IAAF World Cup) là một giải điền kinh (trong sân vận động- track and field) do Liên đoàn điền kinh quốc tế (IAAF) tổ chức bắt đầu từ năm 1977. Đây là giải đấu duy nhất được tranh tài bởi các đội đại diện cho các châu lục, thay vì các đội tuyển quốc gia. Giải được tổ chức 4 năm một lần vào các năm chẵn không có Olympics. Vào tháng 3 năm 2020, Liên đoàn điền kinh quốc tế quyết định ngưng tổ chức giải do lịch thi đấu trong năm khá dày đặc và ít thu hút sự chú ý.
Giải thi đấu giữa các đội điền kinh với nhau thông qua hình thức tính điểm giữa các vận động viên. Sau khi tổng hợp điểm của các vận động viên ở các nội dung khác nhau thì đội nào cao nhất sẽ dành chức vô địch của giải.
Người sáng lập giải là cựu chủ tịch IAAF người Ý Primo Nebiolo.
Giải đấu không liên quan đến Giải vô địch điền kinh thế giới, vốn có quy mô về số vận động viên lẫn số đội lớn hơn hẳn (do bao gồm tất cả các quốc gia và có thêm vòng loại) hoặc Cúp thế giới điền kinh được tổ chức lần đầu năm 2018.

## Lịch sử
Giải có hai thể thức thi đấu trong lịch sử. Thể thức thứ nhất với tên gọi IAAF World Cup (Cúp thế giới IAAF), từ năm 1977 đến năm 2006 bao gồm hai cuộc thi cho nam và cho nữ. Ở mỗi cuộc thi bao gồm 8 đội: 5 đội đại diên cho các châu lục và 3 đội tuyển quốc gia. Nếu sân vận động có 9 làn thi đấu thì quốc gia tổ chức được cử một đội riêng cho mình.
Các đội nam và nữ đứng nhất và nhì ở Cúp điền kinh châu Âu, cùng với đội tuyển điền kinh Hoa Kỳ sẽ tham dự với tư cách đội tuyển quốc gia. 5 đội lục địa bao gồm các vận động viên của các quốc gia trong liên đoàn châu lục đó, bao gồm Châu Á, Châu Âu (trừ các vận động viên từ các quốc gia đã có đội tuyển quốc gia tham dư), Châu Mỹ (trừ Mỹ, bao gồm cả Bắc Mỹ và Nam Mỹ), Châu Phi, và Châu Đại Dương.
Với thể thức thứ 2, với giải đấu năm 2010 tại Split, Croatia, số đội giảm xuống còn 4 (chỉ còn bao gồm các đội đại diện châu lục) Các đội tham dự bao gồm Châu Á- Thái Bình Dương, Châu Âu, Châu Phi, và châu Mỹ. Mỗi châu lục cử 2 vận động viên ở môi nội dụng và một đội ở các mộn chạy tiếp sức
Ngoài ra, các giải nam và nữ riêng biệt đã được hợp nhất: các đội lục địa hiện thi đấu để dành một chiếc cúp duy nhất ở thể thức thứ hai.
Sau quyết định tại Hội nghị Liên đoàn điền kinh thế giới lần thứ 206, được tổ chức sau Thế vận hội Mùa hè 2016, các nội dung chạy xa (trên 1500 mét) được bỏ và tiếp sức 4 × 400 mét trở thành nội dung hỗn hợp. Vào tháng 3 năm 2020 Liên đoàn Điền kinh Thế giới đã quyết định ngừng giải đấu.

## Kết quả

### Cúp thế giới IAAF
| Năm  | Địa điểm                      |     | Vô địch        | Hạng nhì       | Hạng ba        |
| ---- | ----------------------------- | --- | -------------- | -------------- | -------------- |
| 1977 | Düsseldorf, Đức               | Nam | Đông Đức       | Hoa Kỳ         | Tây Đức        |
| 1977 | Düsseldorf, Đức               | Nữ  | Châu Âu        | Đông Đức       | Châu Âu        |
| 1979 | Montreal, Quebec, Canada      | Nam | Hoa Kỳ         | Châu Âu        | Đông Đức       |
| 1979 | Montreal, Quebec, Canada      | Nữ  | Đông Đức       | Liên Xô        | Châu Âu        |
| 1981 | Roma, Ý                       | Nam | Châu Âu        | Đông Đức       | Hoa Kỳ         |
| 1981 | Roma, Ý                       | Nữ  | Đông Đức       | Châu Âu        | Liên Xô        |
| 1985 | Canberra, Úc                  | Nam | Hoa Kỳ         | Liên Xô        | Đông Đức       |
| 1985 | Canberra, Úc                  | Nữ  | Đông Đức       | Liên Xô        | Châu Âu        |
| 1989 | Barcelona, Tây Ban Nha        | Nam | Hoa Kỳ         | Châu Âu        | Vương quốc Anh |
| 1989 | Barcelona, Tây Ban Nha        | Nữ  | Đông Đức       | Liên Xô        | Châu Mỹ        |
| 1992 | Havana, Cuba                  | Nam | Châu Phi       | Vương quốc Anh | Hoa Kỳ         |
| 1992 | Havana, Cuba                  | Nữ  | Đội thống nhất | Châu Âu        | Châu Mỹ        |
| 1994 | Luân Đôn, Anh, Vương quốc Anh | Nam | Châu Phi       | Vương quốc Anh | Châu Mỹ        |
| 1994 | Luân Đôn, Anh, Vương quốc Anh | Nữ  | Châu Âu        | Châu Mỹ        | Đức            |
| 1998 | Johannesburg, Nam Phi         | Nam | Châu Phi       | Châu Âu        | Đức            |
| 1998 | Johannesburg, Nam Phi         | Nữ  | Hoa Kỳ         | Châu Âu        | Châu Phi       |
| 2002 | Madrid, Tây Ban Nha           | Nam | Châu Phi       | Châu Âu        | Hoa Kỳ         |
| 2002 | Madrid, Tây Ban Nha           | Nữ  | Nga            | Châu Âu        | Châu Mỹ        |
| 2006 | Athens, Hy Lạp                | Nam | Châu Âu        | Hoa Kỳ         | Châu Phi       |
| 2006 | Athens, Hy Lạp                | Nữ  | Nga            | Châu Âu        | Châu Mỹ        |

### Cúp lục địa IAAF
| Năm  | Địa điểm              |            | Vô địch | Hạng nhì | Hạng ba                  | Hạng tư                  |
| ---- | --------------------- | ---------- | ------- | -------- | ------------------------ | ------------------------ |
| 2010 | Split, Croatia        | Chung cuộc | Châu Mỹ | Châu Âu  | Châu Phi                 | Châu Á / Thái Bình Dương |
| 2010 | Split, Croatia        | Điểm       | 424,5   | 410      | 295                      | 292,5                    |
| 2010 | Split, Croatia        | Nam        | Châu Âu | Châu Mỹ  | Châu Phi                 | Châu Á / Thái Bình Dương |
| 2010 | Split, Croatia        | Nữ         | Châu Mỹ | Châu Âu  | Châu Phi                 | Châu Á / Thái Bình Dương |
| 2014 | Marrakech, Ma Rốc     | Chung cuộc | Châu Âu | Châu Mỹ  | Châu Phi                 | Châu Á / Thái Bình Dương |
| 2014 | Marrakech, Ma Rốc     | Điểm       | 447,5   | 390      | 339                      | 257,5                    |
| 2014 | Marrakech, Ma Rốc     | Nam        | Châu Âu | Châu Mỹ  | Châu Phi                 | Châu Á / Thái Bình Dương |
| 2014 | Marrakech, Ma Rốc     | Nữ         | Châu Âu | Châu Mỹ  | Châu Phi                 | Châu Á / Thái Bình Dương |
| 2018 | Ostrava, Cộng hòa Séc | Chung cuộc | Châu Mỹ | Châu Âu  | Châu Á / Thái Bình Dương | Châu Phi                 |
| 2018 | Ostrava, Cộng hòa Séc | Điểm       | 262     | 233      | 188                      | 142                      |

## Kỷ lục tại giải đấu
Nam
| Nội dung                    | Thành tích         | Tên                                                                                          | Nationality                               | Date                     | Giải đấu          | Ghi chú |
| --------------------------- | ------------------ | -------------------------------------------------------------------------------------------- | ----------------------------------------- | ------------------------ | ----------------- | ------- |
| 100 m                       | 9.87 (-0.2 m/s)    | Obadele Thompson                                                                             | Barbados                                  | ngày 11 tháng 9 năm 1998 | 1998 Johannesburg |         |
| 200 m                       | 19.87 (+0.1 m/s)   | Wallace Spearmon                                                                             | Hoa Kỳ                                    | ngày 17 tháng 9 năm 2006 | 2006 Athens       |         |
| 400 m                       | 44.22              | Jeremy Wariner                                                                               | Hoa Kỳ                                    | ngày 4 tháng 9 năm 2010  | 2010 Split        | [ 7 ]   |
| 800 m                       | 1:43.37            | David Rudisha                                                                                | Kenya                                     | ngày 5 tháng 9 năm 2010  | 2010 Split        | [ 8 ]   |
| 1500 m                      | 3:31.20            | Bernard Lagat                                                                                | Hoa Kỳ                                    | ngày 20 tháng 9 năm 2002 | 2002 Madrid       |         |
| 3000 m                      | 7:32.19            | Craig Mottram                                                                                | Úc                                        | ngày 17 tháng 9 năm 2006 | 2006 Athens       |         |
| 5000 m                      | 13:13.82           | Miruts Yifter                                                                                | Ethiopia                                  | ngày 3 tháng 7 năm 1977  | 1977 Düsseldorf   |         |
| 10000 m                     | 27:38.43 *         | Werner Schildhauer                                                                           | Đông Đức                                  | ngày 4 tháng 9 năm 1981  | 1981 Rome         |         |
| 3000 m vượt chướng ngại vật | 8:09.67            | Richard Mateelong                                                                            | Kenya                                     | ngày 5 tháng 9 năm 2010  | 2010 Split        | [ 9 ]   |
| 110 m vượt chướng ngại vật  | 12.96 (+0.4 m/s)   | Allen Johnson                                                                                | Hoa Kỳ                                    | ngày 17 tháng 9 năm 2006 | 2006 Athens       |         |
| 400 m vượt chướng ngại vật  | 47.37              | Edwin Moses                                                                                  | Hoa Kỳ                                    | ngày 4 tháng 9 năm 1981  | 1981 Rome         |         |
| 400 m vượt chướng ngại vật  | 47.37              | Abderrahman Samba                                                                            | Qatar                                     | ngày 8 tháng 9 năm 2018  | 2018 Ostrava      | [ 10 ]  |
| Nhảy cao                    | 2.40 m             | Javier Sotomayor                                                                             | Cuba                                      | ngày 11 tháng 9 năm 1994 | 1994 London       |         |
| Nhảy sào                    | 5.95 m             | Steven Hooker                                                                                | Úc                                        | ngày 5 tháng 9 năm 2010  | 2010 Split        | [ 11 ]  |
| Nhảy xa                     | 8.52 m (0.0 m/s)   | Larry Myricks                                                                                | Hoa Kỳ                                    | ngày 26 tháng 9 năm 1979 | 1979 Montreal     |         |
| Nhảy xa ba bước             | 17.61 m (+0.6 m/s) | Yoelbi Quesada                                                                               | Cuba                                      | ngày 10 tháng 9 năm 1994 | 1994 London       |         |
| Đẩy tạ                      | 22.00 m            | Ulf Timmermann                                                                               | Đông Đức                                  | ngày 5 tháng 10 năm 1985 | 1985 Canberra     |         |
| Ném dĩa                     | 71.25 m            | Róbert Fazekas                                                                               | Hungary                                   | ngày 21 tháng 9 năm 2002 | 2002 Madrid       |         |
| Ném búa                     | 82.68 m            | Tibor Gécsek                                                                                 | Hungary                                   | ngày 12 tháng 9 năm 1998 | 1998 Johannesburg |         |
| Ném lao                     | 89.26 m            | Andreas Thorkildsen                                                                          | Na Uy                                     | ngày 5 tháng 9 năm 2010  | 2010 Split        | [ 12 ]  |
| 4 × 100 m tiếp sức          | 37.59              | Kaaron Conwright Wallace Spearmon Tyson Gay Jason Smoots                                     | Hoa Kỳ                                    | ngày 16 tháng 9 năm 2006 | 2006 Athens       |         |
| 4 × 400 m tiếp sức          | 2:59.00            | Nery Brenes (CRC) · Bershawn Jackson (Hoa Kỳ) · Greg Nixon (Hoa Kỳ) · Ricardo Chambers (JAM) | Hoa Kỳ, Costa Rica, Jamaica (đội châu Mỹ) | ngày 5 tháng 9 năm 2010  | 2010 Split        | [ 13 ]  |

### Nữ
Màu hồng thể hiện các kỉ lục chưa được công nhận
| Nội dung                    | Thành tích         | Tên                                                        | Nationality  | Date                     | Giải đấu          | Ghi chú |
| --------------------------- | ------------------ | ---------------------------------------------------------- | ------------ | ------------------------ | ----------------- | ------- |
| 100 m                       | 10.65 (+1.1 m/s)   | Marion Jones                                               | Hoa Kỳ       | ngày 12 tháng 9 năm 1998 | 1998 Johannesburg |         |
| 200 m                       | 21.62 (-0.6 m/s)   | Marion Jones                                               | Hoa Kỳ       | ngày 11 tháng 9 năm 1998 | 1998 Johannesburg |         |
| 400 m                       | 47.60              | Marita Koch                                                | Đông Đức     | ngày 6 tháng 10 năm 1985 | 1985 Canberra     |         |
| 800 m                       | 1:54.44            | Ana Fidelia Quirot                                         | Cuba         | ngày 9 tháng 9 năm 1989  | 1989 Barcelona    |         |
| 1500 m                      | 4:00.84            | Maryam Yusuf Jamal                                         | Bahrain      | ngày 17 tháng 9 năm 2006 | 2006 Athens       |         |
| 3000 m                      | 8:27.50            | Sifan Hassan                                               | Hà Lan       | ngày 8 tháng 9 năm 2018  | 2018 Ostrava      | [ 14 ]  |
| 5000 m                      | 14:39.11           | Meseret Defar                                              | Ethiopia     | ngày 17 tháng 9 năm 2006 | 2006 Athens       |         |
| 10000 m                     | 30:52.51 *         | Elana Meyer                                                | Nam Phi      | ngày 10 tháng 9 năm 1994 | 1994 London       |         |
| 100 m vượt chướng ngại vật  | 12.47 (+0.7 m/s)   | Dawn Harper Nelson                                         | Hoa Kỳ       | ngày 14 tháng 9 năm 2014 | 2014 Marrakech    | [ 15 ]  |
| 400 m vượt chướng ngại vật  | 52.96              | Nezha Bidouane                                             | Maroc        | ngày 11 tháng 9 năm 1998 | 1998 Johannesburg |         |
| 3000 m vượt chướng ngại vật | 9:07.92            | Beatrice Chepkoech                                         | Kenya        | ngày 9 tháng 9 năm 2018  | 2018 Ostrava      | [ 16 ]  |
| Nhảy cao                    | 2.05 m             | Blanka Vlašić                                              | Croatia      | ngày 5 tháng 9 năm 2010  | 2010 Split        | [ 17 ]  |
| Nhảy sào                    | 4.85 m             | Anzhelika Sidorova                                         | Nga          | ngày 8 tháng 9 năm 2018  | 2018 Ostrava      | [ 18 ]  |
| Nhảy sào                    | 4.85 m             | Katerina Stefanidi                                         | Hy Lạp       | ngày 8 tháng 9 năm 2018  | 2018 Ostrava      | [ 18 ]  |
| Nhảy sào                    | 4.85 m             | Sandi Morris                                               | Hoa Kỳ       | ngày 8 tháng 9 năm 2018  | 2018 Ostrava      | [ 18 ]  |
| Nhảy xa                     | 7.27 m (+0.7 m/s)  | Heike Drechsler                                            | Đông Đức     | ngày 6 tháng 10 năm 1985 | 1985 Canberra     |         |
| Nhảy xa ba bước             | 15.25 m (+1.7 m/s) | Olga Rypakova                                              | Kazakhstan   | ngày 4 tháng 9 năm 2010  | 2010 Split        | [ 19 ]  |
| Đẩy tạ                      | 20.98 m            | Ilona Briesenick                                           | Đông Đức     | ngày 24 tháng 8 năm 1979 | 1979 Montreal     |         |
| Ném dĩa                     | 71.54 m            | Ilke Wyludda                                               | Đông Đức     | ngày 10 tháng 9 năm 1989 | 1989 Barcelona    |         |
| Ném búa                     | 75.46 m            | DeAnna Price                                               | Hoa Kỳ       | ngày 8 tháng 9 năm 2018  | 2018 Ostrava      | [ 20 ]  |
| Ném lao                     | 65.52 m            | Barbora Špotáková                                          | Cộng hòa Séc | ngày 13 tháng 9 năm 2014 | 2014 Marrakech    |         |
| Ném lao                     | 68.14 m            | Maria Abakumova                                            | Nga          | ngày 4 tháng 9 năm 2010  | 2010 Split        | [ 21 ]  |
| 4 × 100 m tiếp sức          | 41.37              | Silke Gladisch Sabine Rieger Ingrid Auerswald Marlies Göhr | Đông Đức     | ngày 6 tháng 10 năm 1985 | 1985 Canberra     |         |
| 4 × 400 m tiếp sức          | 3:19.50            | Kirsten Emmelmann Sabine Busch Dagmar Neubauer Marita Koch | Đông Đức     | ngày 4 tháng 10 năm 1985 | 1985 Canberra     |         |